# Avon Championships of California 1982
L'Avon Championships of California 1982 è stato un torneo di tennis giocato sul sintetico indoor. È stata l'12ª edizione del torneo, che fa parte del WTA Tour 1982. Si è giocato all'Oakland-Alameda County Coliseum Arena di Oakland negli USA dal 22 al 28 febbraio 1982.

## Campionesse

### Singolare
Andrea Jaeger ha battuto in finale   Chris Evert-Lloyd con il punteggio di 7–6(5), 6–4.

### Doppio
Barbara Potter /  Sharon Walsh hanno battuto in finale  Kathy Jordan /  Pam Shriver con il punteggio di 6–1, 3–6, 7–6(5).